# Pîkoveț, Kozeatîn
Pîkoveț (în ucraineană Пиковець) este localitatea de reședință a comunei Pîkoveț din raionul Kozeatîn, regiunea Vinnița, Ucraina.

## Demografie
Componența lingvistică a localității Pîkoveț
     Ucraineană (98,37%)
     Rusă (1,63%)
Conform recensământului din 2001, majoritatea populației localității Pîkoveț era vorbitoare de ucraineană (98,37%), existând în minoritate și vorbitori de rusă (1,63%).